# Nationalsozialistischer Kampfbund für den gewerblichen Mittelstand

Abzeichen der NS-HAGO

Der Nationalsozialistische Kampfbund für den gewerblichen Mittelstand war eine Ende 1932, Anfang 1933 gegründete Organisation zur Bindung des Mittelstandes an die NSDAP. Er wurde noch 1933 in die Nationalsozialistischen Handwerks-, Handels- und Gewerbeorganisationen (NS-HAGO) überführt.

## Geschichte
Gemäß dem Parteiprogramm der NSDAP bekämpfte der Kampfbund Warenhäuser, Konsumvereine und Kapitalgesellschaften, insbesondere die in jüdischem Besitz und gab vor, durch eine Zerschlagung der großen Handelsunternehmen Handwerk und Einzelhandelsgeschäfte stärken zu wollen.
Dazu organisierte der Kampfbund im März 1933 Boykottaktionen. Gleichzeitig übte der Kampfbund Druck auf die Spitzen bestehender Mittelstandsverbände aus. So begann er die Kontrolle über diese Verbände auszuüben. Ihr Führer war Theodor Adrian von Renteln.
Im April 1933 gründete die Reichsführung des Kampfbundes das Institut für Deutsche Wirtschaftspropaganda.
Sein Ziel erreichte der Kampfbund nicht. Im Juli 1933 untersagte die Führung der NSDAP den Boykott gegen die Warenhäuser, einschließlich gegen Geschäfte mit Besitzern jüdischen Glaubens. Ein Grund für die Abkehr von der eigenen Ideologie, kurz nach dem deutschlandweiten Judenboykott am 1. April 1933, war die Befürchtung vor Arbeitsplatzverlusten.
Das Ziel der Liquidierung der Konsumvereine stieß auf den Widerstand von Robert Ley, dem Führer der Deutschen Arbeitsfront, der seinerseits Konsumvereine und Unternehmen der Arbeitervereine in die DAF übernehmen wollte.
Der NS-Führung passte das radikale Vorgehen des Kampfbundes nicht in ihr pseudolegales Konzept. Daher hat Hermann Göring die Führung des Bundes gegen Ende Juli 1933 ihrer Ämter enthoben. Die Organisation selbst wurde im August 1933 in die Dachorganisation der Nationalsozialistischen Handwerks-, Handels- und Gewerbeorganisationen überführt. Dieser wiederum wurden 1935 in die Deutsche Arbeitsfront (DAF) eingegliedert.